# Rukopis nalezený v Zaragoze
Rukopis nalezený v Zaragoze (francouzsky Le Manuscrit trouvé à Saragosse, polsky Rękopis znaleziony w Saragossie) je původně francouzsky napsaný román polského vědce, literáta, cestovatele a politika Jana Potockého (1761–1815).
Potocki na knize začal pracovat někdy kolem roku 1797 a poté do roku 1815 následovala celá řada obskurních vydání jednotlivých zlomků románu v několika různých verzích (např. v Petrohradu v letech 1804–1805 bez udání autora). V celku vyšel román poprvé až v roce 1847 v polském překladu Edmunda Chojeckého v Lipsku, přičemž jeho znění bylo sestaveno z četných fragmentárních děl známých například pod názvem Uprostřed oběšenců. Text polského vydání je patrně poznamenán mravní cenzurou, snahou o rekonstrukci chybějících, tehdy ještě neznámých částí románu a pozměněním původního textu. V roce 1958 vyšlo první francouzské kompletní vydání. Do němčiny bylo dílo přeloženo až v roce 1961. Také český překlad z roku 1973 vznikl spojením tří různých vydání – německého, polského a francouzského. Teprve v roce 2008 pařížské nakladatelství Flammarion poprvé vydalo dvě základní verze románu v původním, nepozměněném znění ve francouzštině.
Román je velmi zvláštním dílem vystavěným podle vzoru Pohádek tisíce a jedné noci, kdy základní rámcový příběh je prokládán jinými, v nichž jsou vloženy ještě další a v nich zase jiné. V těchto epizodách se pak střídají různé druhy výpravné prózy s rytířskými, dobrodružnými, fantastickými i komickými náměty. Potocki v něm také jako první zpracoval upírské téma v beletrii.

## Obsah románu
Román je specifickým typem vyprávění poutníků na cestách. Všichni neustále jdou a vyprávějí si u toho příběhy. Přesto nakonec znovu a znovu končí u strašidelné opuštěné krčmy a pod šibenicí mezi mrtvolami bratří Zotů nalézají nové hříčky nečistých sil, které se nakonec stávají vypravěčkami dalších příběhů. Hlavní postavou románu je Alfons van Worden putující přes nebezpečné pohoří Sierra Morena na pomezí Andalusie a kraje La Mancha. Hrdina usíná v opuštěné hospodě v horách. Zvon odbíjí půlnoc. Dveře do jeho pokoje se otevřou a v nich stojí polonahá krásná černoška. Pozve jej ke svým paním, půvabné Zibeldě a její sestře Emině z rodu tajemných Maurů Gomélezů. Sestry vyprávějí, jak se do sebe zamilovaly a slíbily si, že budou mít společného manžela. Obě krasavice se k van Wordenovi přivinou a on má pocit, že se dotýká těla, nikoli ducha. Wordenovy myšlenky jej na perutích touhy unášejí do afrických serailů a on usíná v objetí obou sester.
Probudí jej slunce. Spatří oblohu. Leží pod šibenicí Los Hermanos na zbytcích lidských koster a uhnilém masu. Oba zbojníci, bratři Zotové nevisí na šibenici, ale válejí se po jeho boku. Později mu nepravý náčelník cikánů sdělí, že obě mrtvoly se odvazují velmi často. Jeho čest mu velí pokračovat v cestě. Noc jej zastihne poblíž malé chaloupky, v níž bydlí zbožný poustevník s odporným chlapiskem jménem Pacheco, který je posedlý ďáblem. Tak končí druhý z šedesáti šesti dní, které valonský kapitán van Worden prožije v horách. Dál následuje nekonečný řetěz příběhů. Worden se přidá nejprve k loupežníkům, později k tlupě cikánů. Jeden po druhém vyprávějí dobrodružnou anamnézu svého života. Zvláště Alvadoro, náčelník cikánů, je neúnavný. Ve svém životě plném nebezpečí a lásky se potkává s různými postavami, které mu vyprávějí své příběhy, a ty zase potkávají jiné lidi s jejich příběhy. Výsledek působí jako ruská matrjoška, kdy se z jednoho příběhu, který se zdánlivě chýlí ke konci, vyloupne další a další.
Van Worden mezitím pod šibenicí v objetí mrtvol nalézá geniálního matematika a později i nadaného kabalistu. Na náhodných místech se opět setkává s krásnou Zibeldou a Eminou a obtěžká je. Jedno z jeho dětí se stane křesťanem, druhé muslimem. Ale tak daleko zatím nejsme. Příběhy Wardenových druhů jsou dobrodružné a zamilované a prosvítá jimi jak nevšední imaginace, tak i praktická psychologie. Příkladem imaginace je příběh Romatiho a kněžny z Monte Salerna. Romati kněžnu doprovází do podzemních chodeb, na jejichž konci se třpytí jezero z živého stříbra, na němž pluje lodička se žlutým trpaslíkem do nádherných sklepení podobných ráji. Není v něm však nic živého, protože i ptáci jsou smaragdové mechanické hračky. Romati nechápe, že je vlastně v pekle, ale zmámen bohatstvím si opět pohrává s myšlenkou ráje, jejíž pošetilost pozná až druhý den. Kněžna mu ještě chce ukázat své komorné. Vezme zlatý klíček a otevře velký kufr pokrytý černým aksamitem. Víko odskočí a z kufru vyleze šest kostlivců. Romati s nimi bojuje. Nakonec se probudí pod šibenicí a jako by mu došlo, že technologie jsou svůdné, ale duchovně zrádné...
Na dalších několika stech stránkách se odehrává jakási encyklopedie různých dobrodružství kořeněných podivnými zmínkami např. o učenci Hervásovi, jehož 25. kniha podává základy sémiotiky. Mocný kabalista, který také skončil mezi mrtvolami bratří Zotů, baví společnost tím, že z afrických pouští přivolá Věčného Žida Ahasvera, který opět po částech vypráví příběhy o dobách, kdy se hroutila náboženství a všude bylo plno astrologie.
Konec románu je téměř skandální. Potockému pravděpodobně došla trpělivost, a tak jej chvatně a téměř banálně ukončil. Část dobrodružství vysvětlil použitím omamného nápoje a zbytek existencí podzemního zlatého dolu. Knihou vane úcta k islámu jako k víře, která se sice s křesťanstvím sváří, ale jinak patří do rodiny.

## Filmové adaptace
- Rękopis znaleziony w Saragossie (Rukopis nalezený v Zaragoze), Polsko 1965, režie Wojciech Has,
- La Duchesse d'Avila (Vévodkyně z Avily), Francie 1973, režie Philippe Ducrest, televizní film.

## Česká vydání
- Rukopis nalezený v Zaragoze, Odeon, Praha 1973, přeložil Jaroslav Simonides
- Dobrodružství Alfonse van Worden, Malvern, Dolní Břežany 2022, podle Rukopisu nalezeného v Zaragoze přeložil, převyprávěl a doslovem opatřil Petr Motýl.